# Hidden Strike
Hidden Strike is een Chinees-Amerikaanse actie-avonturenfilm uit 2023, geregisseerd door Scott Waugh met Jackie Chan en John Cena in de hoofdrollen.

## Verhaal
Wanneer een door China geleide olieraffinaderij wordt aangevallen in Mosul, Irak, wordt een Chinese particuliere beveiligingsaannemer (Jackie Chan) ingeschakeld om de oliearbeiders te onttrekken. Hij leert echter dat het echte plan van de aanvallers is om een fortuin aan olie te stelen, en hij moet samenwerken met een voormalige Amerikaanse marinier (John Cena) om ze te stoppen.

## Rolverdeling
- Jackie Chan als Luo Feng
- John Cena als Chris Van Horne
- Pilou Asbæk als Owen Paddock
- Amadeus Serafini als Henry Van Horne
- Rima Zeidan
- Jiang Wenli
- Rachael Holoway als Raider
- Michael Koltes als Hayden
- Tazito Garcia als Paddock's huurling

## Productie
Het project was oorspronkelijk gepland als een samenwerking tussen Jackie Chan en Sylvester Stallone, maar Stallone trok zich terug en werd vervangen door John Cena.
Het budget voor de film was naar verluidt $80 miljoen.

## Release
De film ging in première op 9 juli 2023 in enkele landen waaronder de Verenigde Arabische Emiraten. De film werd uitgebracht op 28 juli 2023 in de overige delen op de streamingdienst Netflix. De film werd tijdens het lanceringsweekend de meest bekeken film op Netflix wereldwijd en stond op nummer 1 in de Verenigde Staten en 53 andere landen, zonder enige promotie van het platform.